# رامون مونتيسينوس
رامون مونتيسينوس (بالإسبانية: Ramón Montesinos)‏ هو لاعب كرة قدم إسباني في مركز الوسط، ولد في 31 مايو 1943 في برشلونة في إسبانيا، وتوفي في 29 ديسمبر 2010 في أليلا في إسبانيا. شارك مع منتخب إسبانيا تحت 18 سنة لكرة القدم ومنتخب إسبانيا لكرة القدم ومنتخب كاتالونيا لكرة القدم. أما مع النوادي، فقد لعب مع أوساسونا وراسينغ سانتاندير ونادي برشلونة ونادي ساباديل.